# Мёйе
Мёйе́ (фр. Meuilley) — коммуна во Франции, находится в регионе Бургундия. Департамент коммуны — Кот-д’Ор. Входит в состав кантона Нюи-Сен-Жорж. Округ коммуны — Бон.
Код INSEE коммуны — 21409.

## Население
Население коммуны на 2010 год составляло 458 человек.
| 1962 | 1968 | 1975 | 1982 | 1990 | 1999 | 2010 |
| ---- | ---- | ---- | ---- | ---- | ---- | ---- |
| 272  | 280  | 259  | 419  | 459  | 411  | 458  |

## Экономика
В 2010 году среди 309 человек трудоспособного возраста (15—64 лет) 250 были экономически активными, 59 — неактивными (показатель активности — 80,9 %, в 1999 году было 80,1 %). Из 250 активных жителей работали 241 человек (126 мужчин и 115 женщин), безработных было 9 (5 мужчин и 4 женщины). Среди 59 неактивных 17 человек были учениками или студентами, 34 — пенсионерами, 8 были неактивными по другим причинам.